# Bruchidius chloriticus
Bruchidius chloriticus is een keversoort uit de familie bladkevers (Chrysomelidae). De wetenschappelijke naam van de soort werd in 1833 gepubliceerd door Johan Wilhelm Dalman.